# GNU FriBidi
GNU FriBidi は自由ソフトウェアのライブラリであり、Unicode の双方向アルゴリズムを実装する。GNOME で使われる Pango のような一部のフリーなテキストレンダリングサブシステムや、AbiWord や MPlayer のテキストのレンダリング部分で、直接的または間接的に利用されている。このようなライブラリはアラビア語、ペルシア語やヘブライ語のように文字を右から左に書く言語で書かれたテキストをレンダリングするのに必要である。
FriBidi の開発者は完全に標準互換な Unicode の双方向アルゴリズムを実装していると主張している。
FriBidi は SourceForge.net で開発が始まったが、現在は freedesktop.org 傘下のプロジェクトになっている。